# El hombre acecha
El hombre acecha (1938-1939) es un poemario de Miguel Hernández. Es el penúltimo poemario del autor y el segundo escrito durante la guerra civil española. Está compuesto por 19 poemas precedidos por una dedicatoria a Pablo Neruda. Supone una inflexión en su producción de temática bélica, por cuanto refleja el abandono del tono épico hasta el momento utilizado por un intimismo defensivo.
El libro no llegó a publicarse en vida del autor y se mantuvo inédito hasta 1981, fecha en que se publicó una edición facsímil del material listo para la impresión que había dejado el poeta, una serie de poemas escritos en 1937 y 1938.

## Edición y publicación
El organismo encargado de su publicación era la «Subsecretaría de Propaganda», a través de la «Sección de Publicaciones del Comisariado del Cuartel General del Grupo de Ejércitos», situado en Valencia. El responsable, Rafael Pérez Contel, confirmó que a finales de 1938 estaba trabajando en la edición del libro, cuyo manuscrito había recibido de manos del propio autor. Se imprimieron los volúmenes correspondientes en marzo de 1939, quedando apilados. Fue revisado por el escritor.
El desmantelamiento de los frentes republicanos, con la entrada de Franco en Valencia, dio al traste con su publicación, quedando abandonado el taller. Se salvaron de la destrucción varios pliegos a lo largo del libro.

## Crítica
El libro se compone de 19 poemas, con un total de 993 versos escritos en diversos metros y estrofas. A los poemas los antecede un prólogo dedicado a Pablo Neruda. 
No es un libro unitario, pues la actitud del poeta no es uniforme en todos los poemas: en algunos, el tono exaltado remite a Viento del pueblo; en otros, el tono es más social, político. En cualquier caso, el tono más empleado es el afligido. De acuerdo con lo anterior, la crítica distingue en el libro cuatro grupos de poemas: combativos, sociales, políticos y de aflicción.
Algunos de estos poemas, como Rusia y La fábrica-ciudad están fuertemente inspirados en su viaje a la Unión Soviética como parte de la comisión que representaba a España en el V Festival del Teatro Soviético.

## Poemas
La lista de poemas que conforman El hombre acecha es:
- Madre España

- Llamo al toro de España

- Canción primera

- Canción última

- Carta

- El hambre

- El herido

- El tren de los heridos

- Rusia

- La fábrica-ciudad

- El soldado y la nieve

- Los hombres viejos

- El vuelo de los hombres

- Las cárceles

- Pueblo

- Llamo a los poetas

- Oficiales de la VI división

- 18 de julio 1936 - 18 de julio 1938

- Madrid